# Запад штата Парана (мезорегион)
Запад штата Парана (порт. Mesorregião do Oeste Paranaense) — административно-статистический мезорегион в Бразилии, входит в штат Парана. Население составляет 1 219 558 человек (на 2010 год). Площадь — 22 850,993 км². Плотность населения — 53,37 чел./км².

## Демография
Согласно сведениям, собранным в ходе переписи 2010 г. Национальным институтом географии и статистики (IBGE), население мезорегиона составляет:
| Полное население                            | Полное население                            | Полное население                            | Полное население                            | 1 219 558 |
| ------------------------------------------- | ------------------------------------------- | ------------------------------------------- | ------------------------------------------- | --------- |
| в том числе:                                | Городское население                         | 1 044 091                                   | Процент городского населения, %             | 85,61     |
|                                             | Сельское население                          | 175 467                                     | Процент сельского населения, %              | 14,39     |
|                                             | Мужское население                           | 598 885                                     | Процент мужского населения, %               | 49,11     |
|                                             | Женское население                           | 620 673                                     | Процент женского населения, %               | 50,89     |
| Плотность населения, чел/км²                | Плотность населения, чел/км²                | Плотность населения, чел/км²                | Плотность населения, чел/км²                | 53,37     |
| Население мезорегиона в % к населению штата | Население мезорегиона в % к населению штата | Население мезорегиона в % к населению штата | Население мезорегиона в % к населению штата | 11,68     |

## Статистика
- Валовой внутренний продукт на 2003 год составляет 14 558 413 182,00 реалов (данные: Бразильский институт географии и статистики).
- Валовой внутренний продукт на душу населения на 2003 год составляет 12 257,82 реалов (данные: Бразильский институт географии и статистики).
- Индекс развития человеческого потенциала на 2000 год составляет 0,791 (данные: Программа развития ООН).

## Состав мезорегиона
В мезорегион входят следующие микрорегионы:
1. Каскавел
2. Фос-ду-Игуасу
3. Толеду